# Robby Ginepri
Robert Louis (Robby) Ginepri (Fort Lauderdale, 7 oktober 1982) is een voormalige Amerikaanse tennisser.

## Carrière
Ginepri werd prof in 2001 en won zijn eerste ATP-toernooi in 2003 in Newport. Zijn beste Grand Slam-resultaat (tot en met 2008) is het bereiken van de halve finale van de US Open in 2005, die hij in vijf sets verloor van Andre Agassi. Hij eindigde 2005 met zijn hoogste ranking tot nu toe: no. 15.
Nadien werd hij coach onder meer van Mackenzie McDonald.

## Palmares
| Legenda               |
| --------------------- |
| Grand Slam            |
| Olympische Spelen     |
| ATP Finals            |
| ATP Tour Masters 1000 |
| ATP Tour 500          |
| ATP Tour 250          |

### Enkelspel
| Nr.                  | Datum            | Toernooi         | Ondergrond | Tegenstander in finale | Score                | Details       |
| -------------------- | ---------------- | ---------------- | ---------- | ---------------------- | -------------------- | ------------- |
| Gewonnen finales     |                  |                  |            |                        |                      |               |
| 1.                   | 7 juli 2003      | ATP Newport      | Gras       | Jürgen Melzer          | 6-4, 6-7, 6-1        | Details       |
| 2.                   | 18 juli 2005     | ATP Indianapolis | Hardcourt  | Taylor Dent            | 4-6, 6-0, 3-0 opgave | Details       |
| 3.                   | 19 juli 2009     | ATP Indianapolis | Hardcourt  | Sam Querrey            | 6-2, 6-4             | Details       |
| Gewonnen challengers |                  |                  |            |                        |                      |               |
| 1.                   | 13 mei 2002      | Rocky Mount      | Gravel     | Alex Kim               | 6-3, 6-4             | 6-3, 6-4      |
| 2.                   | 14 oktober 2002  | Burbank          | Hardcourt  | Bjorn Rehnquist        | 7-6, 6-1             | 7-6, 6-1      |
| 3.                   | 18 november 2002 | Champaign        | Hardcourt  | Eric Taino             | 6-1, 3-6, 6-3        | 6-1, 3-6, 6-3 |
| 4.                   | 20 januari 2003  | Waikoloa         | Hardcourt  | Neville Godwin         | 6-3, 6-3             | 6-3, 6-3      |

### Dubbelspel
| Nr.              | Datum        | Toernooi         | Ondergrond | Partner     | Tegenstanders in finale | Score            | Details |
| ---------------- | ------------ | ---------------- | ---------- | ----------- | ----------------------- | ---------------- | ------- |
| Verloren finales |              |                  |            |             |                         |                  |         |
| 1.               | 27 juli 2003 | ATP Indianapolis | Hardcourt  | Diego Ayala | Mario Ancic Andy Ram    | 6-2, 6-7(3), 5-7 | Details |

## Prestatietabel
| Legenda | Legenda                          |
| ------- | -------------------------------- |
| g.t.    | geen toernooi gehouden           |
| l.c.    | lagere categorie                 |
| –       | niet deelgenomen                 |
| G       | uitgeschakeld in de groepsfase   |
| 1R      | uitgeschakeld in de eerste ronde |
| 2R      | uitgeschakeld in de tweede ronde |
| 3R      | uitgeschakeld in de derde ronde  |
| 4R      | uitgeschakeld in de vierde ronde |
| KF      | uitgeschakeld in de kwartfinale  |
| HF      | uitgeschakeld in de halve finale |
| F       | de finale verloren               |
| W       | het toernooi gewonnen            |
| w-v     | winst/verlies-balans             |

### Prestatietabel grand slam, enkelspel
| Toernooi              | 2001             | 2002             | 2003             | 2004             | 2005             | 2006             | 2007             | 2008             | 2009             | 2010             | 2011             | 2012             | 2013             | 2014             | Carrière w-v |
| --------------------- | ---------------- | ---------------- | ---------------- | ---------------- | ---------------- | ---------------- | ---------------- | ---------------- | ---------------- | ---------------- | ---------------- | ---------------- | ---------------- | ---------------- | ------------ |
| Grandslamtoernooien   |                  |                  |                  |                  |                  |                  |                  |                  |                  |                  |                  |                  |                  |                  |              |
| Australian Open       | –                | –                | 2R               | 4R               | 1R               | 2R               | 3R               | –                | 1R               | 1R               | –                | –                | –                | –                | 7-7          |
| Roland Garros         | –                | 1R               | –                | 1R               | 1R               | 1R               | 1R               | 4R               | 1R               | 4R               | –                | –                | –                | 1R               | 6-9          |
| Wimbledon             | –                | –                | 1R               | 4R               | 1R               | 1R               | 1R               | 1R               | 1R               | 1R               | –                | –                | –                | –                | 3-8          |
| US Open               | 2R               | 1R               | 3R               | 1R               | HF               | 3R               | 3R               | 2R               | 2R               | 1R               | 2R               | 1R               | –                | –                | 15-12        |
| Winst-verlies         | 1-1              | 0-2              | 3-3              | 6-4              | 5-4              | 3-4              | 4-4              | 4-3              | 1-4              | 3-4              | 1-1              | 0-1              | 0-0              | 0-1              | 31-36        |
| Tennis Masters Cup    |                  |                  |                  |                  |                  |                  |                  |                  |                  |                  |                  |                  |                  |                  |              |
| ATP World Tour Finals | –                | –                | –                | –                | –                | –                | –                | –                | –                | –                | –                | –                | –                | –                | 0-0          |
| ATP Masters 1000      |                  |                  |                  |                  |                  |                  |                  |                  |                  |                  |                  |                  |                  |                  |              |
| Indian Wells          | –                | –                | KF               | 2R               | 2R               | 2R               | 2R               | 2R               | –                | 1R               | –                | 2R               | –                | 1R               | 6-9          |
| Miami                 | 1R               | 1R               | KF               | 3R               | 2R               | 3R               | 1R               | –                | –                | –                | –                | –                | 1R               | –                | 8-8          |
| Monte Carlo           | –                | –                | –                | –                | –                | –                | –                | –                | –                | –                | –                | –                | –                | –                | 0-0          |
| Rome                  | –                | –                | –                | 1R               | –                | 2R               | 1R               | –                | –                | –                | –                | –                | –                | –                | 1-3          |
| Hamburg               | –                | –                | –                | 1R               | –                | 1R               | 1R               | Geen Master 1000 | Geen Master 1000 | Geen Master 1000 | Geen Master 1000 | Geen Master 1000 | Geen Master 1000 | Geen Master 1000 | 0-3          |
| Montréal/Toronto      | –                | –                | 1R               | 1R               | –                | 1R               | 1R               | 2R               | –                | –                | –                | –                | –                | –                | 1-5          |
| Cincinnati            | –                | 1R               | KF               | 1R               | HF               | 3R               | 2R               | 2R               | 1R               | 2R               | 1R               | –                | –                | 2R               | 13-11        |
| Stuttgart/Madrid      | –                | –                | 3R               | 2R               | HF               | KF               | 2R               | 3R               | –                | –                | –                | –                | –                | –                | 12-6         |
| Shanghai              | Geen Master 1000 | Geen Master 1000 | Geen Master 1000 | Geen Master 1000 | Geen Master 1000 | Geen Master 1000 | Geen Master 1000 | Geen Master 1000 | –                | –                | –                | –                | –                | –                | 0-0          |
| Parijs                | –                | –                | –                | 1R               | 3R               | 3R               | –                | 1R               | –                | –                | –                | –                | –                | –                | 3-4          |
| Olympische Spelen     |                  |                  |                  |                  |                  |                  |                  |                  |                  |                  |                  |                  |                  |                  |              |
| Olympische Spelen     | n.v.t.           | n.v.t.           | n.v.t.           | –                | n.v.t.           | n.v.t.           | n.v.t.           | –                | n.v.t.           | n.v.t.           | n.v.t.           | –                | n.v.t.           | n.v.t.           | 0-0          |
| Statistieken          |                  |                  |                  |                  |                  |                  |                  |                  |                  |                  |                  |                  |                  |                  |              |
| Totaal aantal titels  | 0                | 0                | 1                | 0                | 1                | 0                | 0                | 0                | 1                | 0                | 0                | 0                | 0                | 0                | 3            |
| Totaal winst-verlies  | 3-5              | 6-12             | 30-19            | 22-26            | 37-23            | 24-26            | 11-20            | 25-20            | 13-21            | 8-14             | 2-4              | 2-4              | 2-2              | 3-8              | 188-204      |
| Eindejaarsranking     | 175              | 100              | 32               | 63               | 15               | 51               | 134              | 51               | 100              | 144              | 311              | 287              | 214              | 223              |              |

### Prestatietabel grand slam, dubbelspel
| Toernooi        | 2000 | 2001 | 2002 | 2003 | 2004 | 2005 | 2006 | 2007 | 2008 | 2009 | 2010 | 2011 |
| --------------- | ---- | ---- | ---- | ---- | ---- | ---- | ---- | ---- | ---- | ---- | ---- | ---- |
| Australian Open | –    | –    | –    | –    | –    | 1R   | 1R   | –    | –    | 1R   | –    | –    |
| Roland Garros   | –    | –    | –    | –    | 1R   | 1R   | –    | 1R   | –    | 1R   | –    | –    |
| Wimbledon       | –    | –    | –    | –    | 1R   | –    | –    | 2R   | –    | –    | –    | –    |
| US Open         | 1R   | 2R   | 1R   | 2R   | 1R   | 1R   | 1R   | 1R   | 1R   | 1R   | 1R   | 1R   |